# Ira von Mellenthin
Ira von Mellenthin (* 23. April 1964 in Dannenberg; † 29. Juni 2004 in Hamburg) war eine deutsche Journalistin, Kolumnistin und Autorin.

## Familie
Ira von Mellenthin entstammt dem alten Adelsgeschlecht derer von Mellenthin. Ihre Eltern waren der Bundeswehr-Offizier Albrecht von Mellenthin (* 30. April 1935) und Maren Bloch von Blottnitz (* 3. Oktober 1937), Tochter der Agnes von Plato-Grabow und des Reserveoffiziers Wilhelm Bloch von Blottnitz. Ira hatte drei Geschwister, Caroline, Alexander-Wilhelm und Kaspar. Iras Großvater Alexander (Alexander Magnus Ottmar) von Mellenthin fiel am 23. November 1941 während des Krieges gegen die Sowjetunion im Donezbecken. Beide Großonkel, Horst von Mellenthin und Friedrich-Wilhelm von Mellenthin, waren Wehrmachtsgeneräle, die den Krieg überlebten.

## Leben
Nach ihrem Abitur 1983 am Gymnasium in Rheinbach bei Bonn arbeitete Mellenthin zunächst als Warenwirtschaftsassistentin bei einem Einzelhändler in Hamburg. Nach einem Studium der Betriebswirtschaft an der Universität Hamburg entschied sie sich für das Studium der Politikwissenschaft mit Volkswirtschaftslehre als Nebenfach. Während des Studiums begann sie als freie Mitarbeiterin für die WELT am SONNTAG zu schreiben und fokussierte ihr Interesse zunehmend auf den politischen Journalismus.
Ihr journalistisches Rüstzeug verschaffte sich die angehende Journalistin Mitte/Ende der 1980er als Hospitantin bei der Deutschen Presse-Agentur (dpa) und bei Associated Press (AP) und durch Praktika im „Hamburg-Journal“ des NDR sowie in der Hamburg-Redaktion der Tageszeitung Die WELT. Ab 1994 arbeitete Mellenthin als fest angestellte Redakteurin bei der WELT am SONNTAG und schrieb interim für das Hamburger Abendblatt.
Im Frühjahr 2000 wechselte sie in die Hamburg-Redaktion der WELT; im Anschluss war sie überregional für die Redaktion tätig. In dieser Funktion schrieb sie sowohl für die WELT, die WELT am SONNTAG als auch für die Berliner Morgenpost.
Ab 2001 verfolgte sie in kritischer parlamentspolitischer Berichterstattung den Aufstieg und Fall des rechtspopulistischen Politikers Ronald Barnabas Schill, überdies machte sie sich mit Publikationen über die Polizei Hamburg einen Namen.
Am 29. Juni 2004 verstarb die junge Journalistin überraschend an einer Gehirnblutung. Ihre letzte Ruhestätte erhielt sie auf dem Friedhof Ohlsdorf; sie liegt nördlich des Riedemann-Mausoleums nahe Kapelle 8.

## Werke
- Das große Polizeibuch. Medien-Verlag Schubert, Hamburg 1997, ISBN 3-929229-40-4.

## Genealogie
- Walter von Hueck, Carola von Ehrenkrook, Friedrich Wilhelm Euler, Oskar Pusch, Johann Georg von Rappard. Et. al. Genealogisches Handbuch der Adeligen Häuser A (Uradel). 1969. Band IX, Band 43 der Gesamtreihe GHdA, Hrsg. Deutsches Adelsarchiv, C. A. Starke Verlag, Limburg (Lahn) 1969, ISSN 0435-2408, S. 251.